# Joan Birman
Joan S. Lyttle Birman, geborene Joan Sylvia Lyttle, (* 30. Mai 1927 in New York City) ist eine US-amerikanische Mathematikerin, die sich mit niedrigdimensionaler Topologie, speziell mit Knotentheorie beschäftigt.

## Leben
Birman erhielt 1948 ihren Bachelor in Mathematik vom Barnard College der Columbia University und ihren Master in Physik 1950 von der Columbia University. Sie arbeitete bis 1955 als Systemanalytikerin in der Luftfahrtindustrie und nahm dann eine Auszeit, um ihre drei Kinder groß zu ziehen. 1961 begann sie nebenbei bei Wilhelm Magnus mit ihrer Arbeit für die Promotion, die 1968 am Courant Institute of Mathematical Sciences of New York University erfolgte (Braid groups and their relation to mapping class groups.). 1968 bis 1971 war sie Assistant Professor am Stevens Institute of Technology und ab 1972 Associate Professor. Ab 1973 war sie Professorin für Mathematik am Barnard College der Columbia University, wo sie seit 2004 Professor Emeritus ist. 1987 war sie am Institute for Advanced Study und 1991 am IHES. 2004 bis 2007 war sie Research Professor an der Columbia University. Daneben war sie Gastprofessorin unter anderem in Paris, Jerusalem (Hebrew University) und am Technion in Haifa, an dem sie seit 1997 Ehrendoktorin ist.
Birman ist für ihre Arbeiten über Knotentheorie, Theorie der Zöpfe, Abbildungsklassengruppen und 3-Mannigfaltigkeiten bekannt. Sie hielt unter anderem die Laudatio auf den Träger der Fields-Medaille Vaughan Jones auf dem ICM 1990, über dessen neue Knoteninvarianten sie ebenfalls gearbeitet hat. 1998 gab sie mit Michael Hirsch einen neuen Unknoten-Algorithmus.
Sie ist Ehrenmitglied der Moskauer Mathematischen Gesellschaft und der London Mathematical Society, Mitglied der Europäischen Mathematischen Gesellschaft und der New York Academy of Sciences und Fellow der American Mathematical Society. 1974 bis 1976 war sie Sloan Research Fellow. 1994/95 war sie Guggenheim Fellow. 1996 erhielt sie den Chauvenet-Preis für New points of view in knot theory. 2005 erhielt sie den Award for Excellency in Science and Technology des New Yorker Bürgermeisters. 2012 wurde sie in die American Academy of Arts and Sciences gewählt, 2021 in die National Academy of Sciences.
Sie war von 1950 bis zu dessen Tod im Jahre 2016 mit dem theoretischen Physiker Joseph L. Birman verheiratet, mit dem sie zwei Söhne und eine Tochter hat. Zum Andenken an ihre Schwester Ruth Lyttle Satter stiftete sie 1990 den Ruth-Lyttle-Satter-Preis für Frauen in der Mathematik.

## Schriften (Auswahl)
- On braid groups. In: Communications on Pure and Applied Mathematics. Band 22, Nummer 1, 1969, S. 41–72, doi:10.1002/cpa.3160220104.
- Mapping class groups and their relationship to braid groups. In: Communications on Pure and Applied Mathematics. Band 22, Nummer 2, 1969, S. 213–238, doi:10.1002/cpa.3160220206.
- mit Hugh M. Hilden: On Isotopies of Homeomorphisms of Riemann Surfaces. In: Annals of Mathematics. Serie 2, Band 97, Nummer 3, 1973, S. 424–439, JSTOR:1970830.
- Braids, Links and Mapping class groups (= Annals of Mathematical Studies. 82). Princeton University Press, Princeton NJ 1974.
- mit Alexander Lubotzky, John McCarthy: Abelian and solvable subgroups of the mapping class groups. In: Duke Mathematical Journal. Band 50, Nummer 4, 1983, S. 1107–1120, doi:10.1215/S0012-7094-83-05046-9.
- mit Robert F. Williams: Knotted periodic orbits in dynamical systems. I. Lorenz’s equations. In: Topology. Band 22, Nummer 1, 1983, S. 47–82, doi:10.1016/0040-9383(83)90045-9.
- mit Caroline Series: Geodesics with bounded intersection number on surfaces are sparsely distributed. In: Topology. Band 24, Nummer 2, 1985, S. 217–225, doi:10.1016/0040-9383(85)90056-4, (Satz von Birman-Series).
- mit Hans Wenzl: Braids, link polynomials and a new algebra. In: Transactions of the American Mathematical Society. Band 313, Nummer 1, 1989, S. 249–273, doi:10.2307/2001074.
- Recent developments in braid and link theory. In: The Mathematical Intelligencer. Band 13, Nummer 1, 1991, S. 52–60, doi:10.1007/BF03024073.
- mit William W. Menasco: Studying links via closed braids.
  - I. A finiteness theorem. In: Pacific Journal of Mathematics. Band 154, Nummer 1, 1992, S. 17–36, doi:10.2140/pjm.1992.154.17;
  - II. On a theorem of Bennequin. In: Topology and its Applications. Band 40, Nummer 1, 1991, S. 71–82, doi:10.1016/0166-8641(91)90059-U;
  - III. Classifying links which are closed 3-braids. In: Pacific Journal of Mathematics. Band 161, Nummer 1, 1993, S. 25–113, doi:10.2140/pjm.1993.161.25;
  - IV. Composite links and split links. In: Pacific Journal of Mathematics. Band 102, Nummer 1, 1990, S. 115–139, doi:10.1007/BF01233423;
  - V. The Unlink. In: Transactions of the American Mathematical Society. Band 329, Nummer 2, 1992, S. 585–606, doi:10.2307/2153953;
  - VI. A nonfiniteness theorem. In: Pacific Journal of Mathematics. Band 156, Nummer 2, 1992, S. 265–285, doi:10.2140/pjm.1992.156.265;
- New points of view in knot theory. In: Bulletin of the American Mathematical Society. Band 28, Nummer 2, 1993, S. 253–287.
- mit Xiao-Song Lin: Knot polynomials and Vassiliev’s invariants. In: Inventiones Mathematicae. Band 111, Nummer 2, 1993, S. 225–270, doi:10.1007/BF01231287.
- mit Ki Hyoung Ko, Sang Jin Lee: A new approach to the word and conjugacy problems in the braid groups. In: Advances in Mathematics. Band 139, Nummer 2, 1998, S. 322–353, doi:10.1006/aima.1998.1761.